# Ljubomir Pavlović
Ljubomir Pavlović (serbisch-kyrillisch Љубомир Павловић, * 15. April 1980 in Niš, Jugoslawien) ist ein serbischer Handballspieler.
Pavlović begann mit dem Handballspielen in seiner Heimatstadt bei Jugopetrol Železničar Niš, mit dem er 1998 und 2000 im Europapokal der Pokalsieger sowie 1999 im EHF-Pokal spielte. Anschließend spielte er bei RK Sintelon, bevor er im Januar 2003 zum deutschen Bundesligisten THW Kiel wechselte, wo er einen Vertrag bis zum Saisonende erhielt. Zur Saison 2003/04 wechselte Pavlović innerhalb der Liga zur HSG Nordhorn. Später spielte er beim katarischen Verein Al Ahly Doha und ab Anfang 2005 in der Schweiz bei den Kadetten Schaffhausen, wo sein Vertrag im März 2006 aus privaten Gründen aufgelöst wurde.
Ab der Saison 2006/07 spielte Ljubomir Pavlović in der spanischen Liga ASOBAL, zunächst in Almería, dann bei Naturhouse La Rioja und ab der Saison 2009/10 bei Octavio Pilotes Posada, wo sein Vertrag allerdings bereits im Dezember 2009 aufgelöst wurde.
Für die serbische Nationalmannschaft bestritt Ljubomir Pavlović 41 Länderspiele.